# الحزب الديمقراطي (بيرو)
الحزب الديمقراطي (بالإسبانية: Partido Demócrata)‏ كان حزبًا سياسيًا في بيرو. تأسس عام 1884 على يد نيكولاس دي بيرولا، الذي فاز في الانتخابات الرئاسية لعام 1895. كان الرئيس الآخر الذي كان عضوًا في الحزب هو غييرمو بيلينجهيرست، الذي فاز في الانتخابات الرئاسية لعام 1912.
على الرغم من الدعم الكبير للحزب، وخاصة بين الطبقات الدنيا، إلا أن الحزب الديمقراطي لم يكن لديه الكثير من الرؤساء بسبب امتناعه عن بعض الانتخابات. كان المنافس الرئيسي للحزب المدني، الذي تم تحديده على أنه تعبير عن الأوليغارشية. في عام 1909، دعم الحزب ثورة ضد دكتاتورية الرئيس أوغستو ليقيا، التي قمعت بالدم.
بعد وفاة بيرولا في عام 1913، حصل الحزب على دعم أقل وفي عام 1933، اندمج أخيرًا في حزب العمل الجمهوري مع أحزاب وسطية أخرى.